# Lynn Flewelling
Lynn Flewelling, nacida Lynn Elizabeth Beaulieu, (Presque Isle, Maine, 20 de octubre de 1958) es una escritora estadounidense de literatura fantástica conocida por dos de sus sagas de fantasía de fama internacional: los libros de El Mensajero de la Oscuridad y la Tríada Tamir (esta última todavía inédita en castellano).

## Biografía
Flewelling creció en el norte de Maine, Estados Unidos, y desde entonces ha vivido en ambas costas de Estados Unidos y ha viajado por todo el mundo, experiencias ambas que se reflejan en sus escritos. Ha trabajado como profesora, pintora de casas, como técnico en necropsias y como editora y reportera freelance. Se casó con Douglas Flewelling en 1981 y ha tenido dos hijos. Actualmente vive en Redlands, California, donde continúa escribiendo e impartiendo talleres de literatura y escritura creativa en la Universidad de Redlands.

## Escritos
Su primera novela del ciclo El Mensajero de la Oscuridad, La Suerte de los Ladrones, fue galardonada por la Locus Magazine como Mejor Ópera Prima y fue también finalista del Compton Crook Award. Sus novelas La Luna del Traidor (2000) y Hidden Warrior (2004, inédita en castellano) fueron finalistas del Spectrum Award. Sus novelas han sido publicadas en 13 países y,en el 2005, vio la luz la primera edición en japonés de La Suerte de los Ladrones. Flewelling es una persona muy accesible, pudiendo sus lectores contactar con ella a través de su página web, su blog, su grupo Yahoo! y durante sus numerosas apariciones como invitada en convenciones como la Comic-Con y la Smith College's ConBust. Su trabajo ha sido alabado por otros autores notables de ciencia ficción, incluidos George R. R. Martin, Elizabeth Hand, Robin Hobb, y Katherine Kurtz. La compañía cinematográfica independiente Csquared Pictures ha adquirido los derechos del primero de los libros que componen la saga El Mensajero de la Oscuridad, si bien todavía no se ha iniciado la grabación.

 

Muchos lectores se sienten especialmente interesados por la exploración de Flewelling en temas relativos al colectivo LGBT y la transexualidad. Los protagonistas de los libros de El Mensajero de la Oscuridad, por ejemplo, son bisexuales: la Sra. Flewelling ha afirmado en varias ocasiones que su creación fue su particular respuesta a la casi absoluta ausencia de tales personajes en el género y la patente marginación de los ya existentes. Sus novelas también han atraído la atención de los académicos: en un libro que está a punto de salir al mercado, el Dr. Jes Battis de la Universidad de Regina compara la relación de solidaridad entre ladrones descrita en la saga El Mensajero de la Oscuridad con las relaciones caballerescas de otras obras de fantasía para determinar cómo se manifiesta la homosexualidad tanto en fuentes históricas como en la reformulación contemporánea de la literatura fantástica. En contraste, la Tríada Tamír narra las peripecias de un personaje que vive una transformación que le cambia de sexo, combinando elementos del drama psicológico con otros propios del género de horror.

### Novelas

#### Saga El Mensajero de la Oscuridad
- La Suerte de los Ladrones (Bantam Spectra, 1996) (La Factoría de Ideas, 2001/Ediciones Puzzle, 2006)
- La Oscuridad que Acecha (Bantam Spectra, 1997) (La Factoría de Ideas, 2001/Ediciones Puzzle, 2006)
- La Luna del Traidor (Bantam Spectra, 1999) (La Factoría de Ideas, 2001/Ediciones Puzzle, 2006)
- Shadows Return (Bantam Spectra; junio de 2008) (inédito en castellano)
- The White Road (Bantam Spectra, mayo de 2010) (inédito en castellano)[10]
- Casket of Souls (Bantam Spectra, 2012) (inédito en castellano)
- Shards of Time (Del Rey, 2014) último libro de la saga (inédito en castellano)

#### Tríada Tamír
- The Bone Doll's Twin (Bantam Spectra, 2001) (inédito en castellano)
- Hidden Warrior (Bantam Spectra, 2003) (inédito en castellano)
- Oracle's Queen (Bantam Spectra; June, 2006) (inédito en castellano)

### Narraciones Breves
- "Letter To Alexi" Prisoners of the Night, (1995) (inédita en castellano)
- "Raven's Cut" Assassin Fantastic , antología de Martin Greenberg y Alex Potter, ed. DAW books. (inédito en castellano)
- "The Complete Nobody's Guide to Query Letters" Speculations (1999), reeditado en la página web de la SFWA y en The Writer's Guide to Queries, Pitches and Proposals de Moira Allen, Allsworth Press (2001). (inédito en castellano)
- "Perfection" Elemental: The Tsunami Relief Anthology: Stories of Science Fiction and Fantasy, Steven Savile y Alethea Kontis, ed, TOR Books (2006). (inédito en castellano)
- "Glimpses: A Collection of Nightrunner Short Stories" Pertenece a la saga El Mensajero de la Oscuridad, Three Crown Press (2010). (inédito en castellano)